# Браиловка (Кировоградская область)
Браи́ловка (укр. Браїлівка) — село в Онуфриевской поселковой общине Александрийского района Кировоградской области Украины
До 2020 года входило в Онуфриевский район
Население по переписи 2001 года составляло 279 человек. Почтовый индекс — 28110. Телефонный код — 5238. Код КОАТУУ — 3524655401.
В селе расположен Троицкий храм УПЦ МП.